# Indigofera tinctoria
Індигофера красильна[джерело?], справжній індиго[джерело?] — це вид рослин із сімейства бобових, які були одним із перших джерел барвника індиго. Поширена в Західній Африці та Танзанії.

## Міжнародні назви
Англійська — індиго звичайне, індійський індиго.
Іспанська — індиго, французька — indigotier, китайський — mu lan.

## Поширення
Вважається[ким?], що рослина походить з Малайзійського архіпелагу і спонтанно росте в Африці, хоча походження виду залишається неясним(автори — James A. Duke, 1981 ; Bisby et al., 1994 ; MacLeod, 1997). Вона широко культивувалась в Індії, Китаї, на Яві, в Африці.

## Ботанічний опис
Прямостоячий кущ до 1,5 м заввишки, має багато гілок від основи. Листки непарноперисті; розташування листків- супротивне, розмір 11-13, 1,5-2,5 × 0,7-1 см, довгасті, еліптичні або зворотноланцетні, плівчасті, опущені на нижній поверхні, верхівка гострониста, округла або рідко тупа, основа звужена до тупої, краї цілокраї.
Черешки листка мають розмір 1-1,5 мм завдовжки; прилистки шилоподібні, 2-3 мм завдовжки, стійкі. Суцвіття пазушні, багатоквіткові, 5-10 см завдовжки, складчасті; приквітки дрібні, стійкі. Чашечка дзвоникоподібна, 1-1,5 мм завдовжки, опущена; віночок рожевий, без опущення, стандарт до 5 мм завдовжки, широкоеліптичний, крила і кіль такої ж довжини, як стандарт. Плід — біб, 3-3,5 см завдовжки, вигнутий лише на вершині, циліндричний, пізно розкривається; насіння приблизно 2 мм завдовжки, форма — від квадратної до довгасто.

## Бур'ян
Оскільки рослина була широко запроваджена для виробництва барвників у тропічних регіонах по всьому світу та втекла з культивування, тепер вона вважається сільськогосподарським та екологічним бур'яном, який потенційно може загрожувати місцевим екосистемам. Він може переносити широкий діапазон опадів, не потребує уваги після сходів і має широко розпростерті гілки, які можуть витіснити інші види своєю тінню.

## Таксономія
Домен Еукаріоти, царство Рослини, тип Сперматофіти, підтип Покритонасінні, клас Дводольні, родина Бобові, підродина Метеликові, рід Індигофера, вид Індигофера красильна.

## Інші наукові назви
- Indigofera bergii Vatke: Indigofera cinerascens DC.
- Indigofera houer Forssk.
- Indigofera indica Lam.
- Indigofera oligophylla Бейкера: Indigofera orthocarpa (DC.) O.Berg & CFSchmidt: Indigofera sumatrana Gaertn.
- Indigofera tinctoria Blanco: Indigofera tulearensis[2]